# Gonzalo Pineda
Gonzalo Pineda Reyes (Città del Messico, 19 ottobre 1982) è un allenatore di calcio ed ex calciatore messicano, di ruolo centrocampista, tecnico dell'Atlas.

## Statistiche da allenatore
In grassetto le competizioni vinte.
| Stagione        | Squadra         | Campionato      | Campionato | Campionato | Campionato | Campionato | Coppe nazionali | Coppe nazionali | Coppe nazionali | Coppe nazionali | Coppe nazionali | Coppe continentali | Coppe continentali | Coppe continentali | Coppe continentali | Coppe continentali | Altre coppe | Altre coppe | Altre coppe | Altre coppe | Altre coppe | Totale | Totale | Totale | Totale | % Vittorie | Piazzamento |
| Stagione        | Squadra         | Comp            | G          | V          | N          | P          | Comp            | G               | V               | N               | P               | Comp               | G                  | V                  | N                  | P                  | Comp        | G           | V           | N           | P           | G      | V      | N      | P      | %          | Piazzamento |
| --------------- | --------------- | --------------- | ---------- | ---------- | ---------- | ---------- | --------------- | --------------- | --------------- | --------------- | --------------- | ------------------ | ------------------ | ------------------ | ------------------ | ------------------ | ----------- | ----------- | ----------- | ----------- | ----------- | ------ | ------ | ------ | ------ | ---------- | ----------- |
| ago.-nov. 2021  | Atlanta United  | MLS             | 13+1       | 7          | 3          | 3+1        | -               | -               | -               | -               | -               | -                  | -                  | -                  | -                  | -                  | -           | -           | -           | -           | -           | 14     | 7      | 3      | 4      | 50,00      | Sub, 9°     |
| 2022            | Atlanta United  | MLS             | 34         | 10         | 10         | 14         | USOC            | 2               | 1               | 0               | 1               | -                  | -                  | -                  | -                  | -                  | -           | -           | -           | -           | -           | 36     | 11     | 10     | 15     | 30,56      | 23°         |
| 2023            | Atlanta United  | MLS             | 28         | 11         | 9          | 8          | USOC            | 1               | 0               | 0               | 1               | -                  | -                  | -                  | -                  | -                  | LC          | 2           | 0           | 1           | 1           | 31     | 11     | 10     | 10     | 35,48      |             |
| Totale carriera | Totale carriera | Totale carriera | 76         | 28         | 22         | 26         |                 | 3               | 1               | 0               | 2               |                    | -                  | -                  | -                  | -                  |             | 2           | 0           | 1           | 1           | 81     | 29     | 23     | 29     | 35,80      |             |

## Palmarès

### Club

#### Competizioni nazionali
- Campionato messicano: 3

UNAM: Clausura 2004, Apertura 2004
Guadalajara: Apertura 2006
- Campeón de Campeones: 1

UNAM: 2004
- MLS Supporters' Shield: 1

Seattle Sounders: 2014
- Lamar Hunt U.S. Open Cup: 1

Seattle Sounders: 2014